# Storie d'amore (Drupi)
Storie d'amore è il quattordicesimo album di Drupi, pubblicato nel 1993.
Per il brano Maiale il fotografo Oliviero Toscani realizzò, nello stesso anno, un video clip che mostrava il muso di un maiale alternato a fotografie di noti politici italiani saliti alla ribalta in vari scandali. Il brano Avrei bisogno di te è stato utilizzato come sigla della serie TV Maddalena.

## Tracce
1. Maiale – 2:55 (Drupi-Silvio Negroni)
2. Avrei bisogno di te – 4:32 (Drupi-S. Negroni)
3. Il sole nasce a levante – 4:46 (Drupi-S. Negroni)
4. Sei la mia donna – 4:49 (Drupi-S. Negroni)
5. Solo – 4:12 (Drupi-S. Negroni)
6. Solitudine – 3:55 (Drupi-S. Negroni)
7. Quando c'è lei – 4:56 (Drupi-S. Negroni)
8. Momento magico – 4:00 (Drupi-S. Negroni)
9. Fermati – 4:30 (Drupi-S. Picollo)
10. Strano – 4:16 (Drupi-S. Negroni)

## Musicisti
- Drupi: voce
- Sandro Picollo: chitarra
- Fabio Gnecchi: basso
- Silvio Negroni: chitarra
- Roberto Ferracin: tastiera, batteria, cori
- Eugenio Picollo: chitarra in Quando c'è lei
- Dorina Dato: cori
- Fiati in Maiale e Sei la mia donna: Ladri di Biciclette
- Arrangiamenti: Roberto Ferracin